# جال هارولد
جال هارولد (بالإنجليزية: Gale Harold)‏ هو لاعب كرة قدم وممثل أمريكي، ولد في 10 يوليو 1969 بديكاتور في الولايات المتحدة.

## أعمال

### مسلسلات
- أحرار الجنس مثل الناس
- الدائرة السرية
- نيويورك

## وصلات خارجية
- جال هارولد على موقع IMDb (الإنجليزية)
- جال هارولد على موقع روتن توميتوز (الإنجليزية)
- جال هارولد على موقع ألو سيني (الفرنسية)
- جال هارولد على موقع أول موفي (الإنجليزية)
- جال هارولد على موقع إن إن دي بي (الإنجليزية)
- جال هارولد على موقع قاعدة بيانات الفيلم (الإنجليزية)
- جال هارولد على موقع كينوبويسك (الروسية)